# Präinitiationskomplex
Der Präinitiationskomplex (PIK) ist ein Proteinkomplex im Zellkern von Eukaryoten. Sein Zusammenbau ist Voraussetzung für den Beginn der Transkription der meisten Gene. Die einzelnen Bestandteile des Komplexes stellen die exakte Positionierung am Genanfang sicher und verhindern so Ablesefehler. Der Präinitiationskomplex besteht aus dem Kernpromotor des Gens, den Transkriptionsfaktoren TFIIA, TFIIB, TFIID, TFIIE, TFIIF, TFIIH und der RNA-Polymerase II. Er wird nach dem Ablesen von sechs Basen in Promotor:TFIIA:TFIID und TFIIB:TFIIE:TFIIF:TFIIH:pol II getrennt, wobei sich Letzterer an der DNA weiterbewegt.
Die einzelnen Schritte beim Zusammenbau des Komplexes sind Bindung von TFIID an den Promotor, daran Bindung von TFIIA und TFIIB, Bindung von pol II über TFIIF, dann TFIIE und zuletzt TFIIH. Die DNA wird durch TBP/TFIID um 80 Grad gebogen, wodurch sie später in die Nähe der Polymerase gelangt. Die Helikaseaktivität von XBP/TFIIH führt schließlich zu einer Öffnung des DNA-Doppelstrangs. Damit ist die Präinitiationsphase der Transkription abgeschlossen.
Bei der Bildung des Komplexes wird die DNA-Vorlage an das katalytische Zentrum der RNA-Polymerase herangeführt (RPB1/RPB2). Dies erleichtert die Bildung der ersten Phosphodiester-Bindung, womit die Transkription beginnt. Infolgedessen trennt sich die TFIIB-Untereinheit vom Präinitiationskomplex. Zu diesem Zeitpunkt kann die geöffnete Konfiguration immer noch in die geschlossene übergehen, wenn beispielsweise die ATP-Versorgung des TFIIH ausbleibt oder inhibierende Faktoren vorhanden sind.